# John Neville (4e baron Latimer)
Pour les articles homonymes, voir John Neville.
John Neville, 4e baron Latimer (1520 - 22 avril 1577) est un pair anglais, et le beau-fils de Catherine Parr, plus tard la sixième épouse du roi Henri VIII.

## Jeunesse
John Neville, né vers 1520, est le fils unique de John Neville (3e baron Latimer), de sa première épouse, Dorothy de Vere, fille de George Vere (mort en 1503) et Margaret, fille et héritière de William Stafford de Bishop's Frome, Herefordshire. Dorothy de Vere est la sœur et la cohéritière de John de Vere (14e comte d'Oxford) (en). Elle meurt le 7 février 1527 et est enterrée à Well, North Yorkshire. Après sa mort, le 3e baron épouse en secondes noces, le 20 juillet 1528, Elizabeth Musgrave, la fille d'Edward Musgrave, dont il n'a pas de descendants. Après la mort de sa seconde épouse, il contracte un mariage, en 1533, avec Catherine Parr, la veuve d'Edward Borough, dont il n'a pas non plus de descendance.
Catherine aurait été une gentille belle-mère pour les deux enfants du 3e baron, John et Margaret. Dans son testament, daté du 23 mars 1545, Marguerite déclare qu'elle n'est pas en mesure de remercier suffisamment Catherine « pour l'éducation pieuse, l'amour tendre et la bonté généreuse que j'ai toujours trouvés en Son Altesse ».
Il y a des indications que Margaret est l'enfant préféré du père du 3e baron, ce qui, s'il est vrai, pourrait expliquer les turbulences qui suivent à mesure que John vieillit. Adolescent, John s'avère être un garçon confiant, boudeur, menteur et hypersensible. Le 3e baron n'a pas nommé son fils comme héritier de ses propriétés et veille à ce que son fils ne puisse pas se mêler de son héritage ou de l'héritage de son père. Dans le testament du 3e baron, sa femme Catherine est nommée tutrice de sa fille, et chargée des affaires du 4e baron, qui seront confiées à sa fille lorsqu'elle aura atteint l'âge de la majorité.
En janvier 1537, Neville, sa sœur Margaret et sa belle-mère Catherine sont retenus en otage au château de Snape pendant le Pèlerinage de Grâce. Les rebelles saccagent la maison et font savoir au 3e baron, qui revenait de Londres, que s'il ne revenait pas immédiatement, ils tueraient sa famille. Quand ils reviennent au château, il arrive à convaincre les rebelles de libérer sa famille et de partir, mais les conséquences à suivre avec Latimer s'avèrent éprouvantes pour toute la famille.

## Dernières années
John Neville devient 4e baron Latimer à la mort de son père le 2 mars 1543. Catherine reste proche de ses anciens beaux-enfants et fait de l'épouse du 4e baron, Lucy Somerset, une dame d'honneur en épousant le roi Henri VIII et en devenant reine.
En mai 1544, le 4e baron participe au siège d'Édimbourg en Écosse et il y est fait chevalier à Butterdean près de Coldingham. Il part ensuite faire la guerre en France où il prend part au siège d'Abbeville.
Le 4e baron est émotionnellement instable plus tard dans la vie. À l'été 1553, il est envoyé à Prison de la Fleet pour violences faites à un domestique. Il est arrêté pour tentative de viol et voies de fait en 1557, et en 1563, il tue un homme. De la situation en 1553, Thomas Edwards écrit au comte de Rutland décrivant la violence qui a eu lieu avec le serviteur citant « une trop grande méchanceté pour un homme noble, à mon avis. » Que cette violence publique se soit produite après la mort de sa belle-mère, Catherine, pourrait suggérer qu'au moins elle avait une sorte de contrôle sur Neville de son vivant.
Le 4e baron meurt sans descendance masculine en 1577, date à laquelle le titre est repris à tort par Richard Neville (mort le 27 mai 1590) de Penwyn et Wyke Sapie, Worcestershire, fils unique de William Neville (15 juillet 1497 - vers 1545), deuxième fils de Richard Neville (2e baron Latimer). Cependant, selon la doctrine, la baronnie tombe en désuétude parmi les quatre filles du 4e baron jusqu'en 1913, date à laquelle elle est attribuée en faveur de Francis Money-Coutts (5e baron Latymer), un descendant de la fille du 4e baron, Lucy.

## Mariage et descendance

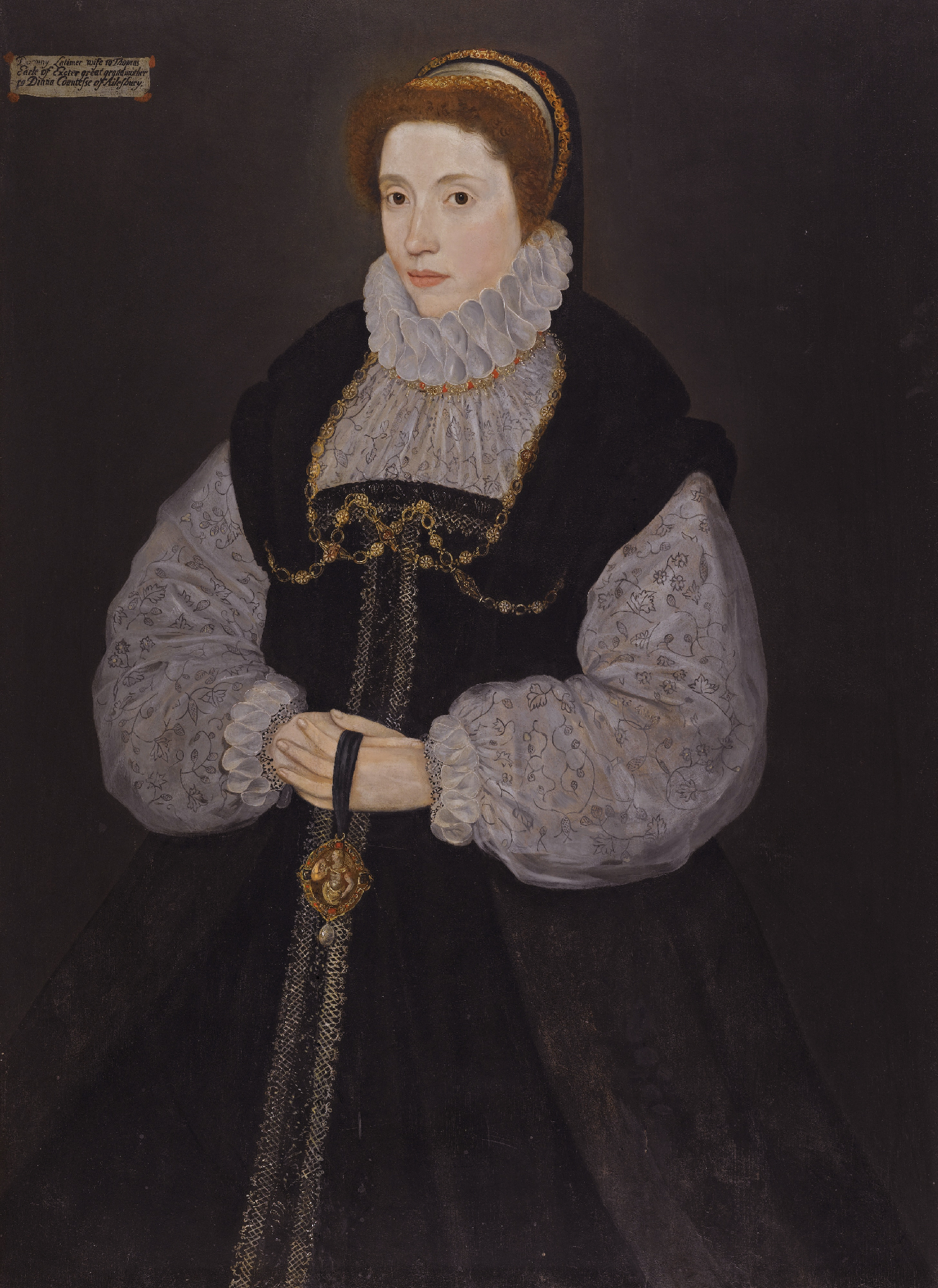
Dorothy, comtesse d'Exeter (1549-1608), deuxième fille de Latimer et première épouse de Thomas Cecil, 1er comte d'Exeter

En 1545, Latimer épouse Lucy Somerset, la fille d'Henry Somerset (2e comte de Worcester), et de sa seconde épouse, Elizabeth Browne. Sa femme devient la dame d'honneur de l'ancienne belle-mère de son mari, la reine Catherine. Ils ont quatre filles :
- Katherine (1545-1546 - 28 octobre 1596), qui épouse Henry Percy (8e comte de Northumberland), et ensuite, Francis Fitton de Binfield.
- Dorothy (1548-1609), qui épouse Thomas Cecil, 1er comte d'Exeter.
- Lucy (c. 1549 - avril 1608), qui épouse William Cornwallis (c. 1551 - 1611) de Brome, Suffolk.
- Elizabeth (vers 1550 - 1630), qui épouse John Danvers (1540-1594) de Dauntsey, et ensuite, Edmund Carey. Son fils aîné, Charles Danvers (c. 1568 - 1601), est déclaré hors la loi et exécuté en 1601 pour son rôle dans la rébellion d'Essex.